# アトミック・ファイヤーボールズ
アトミック・ファイヤーボールズ (The Atomic Fireballs)は、アメリカ合衆国のスウィング・リバイバル・バンド。1996年に結成され、1999年に解散した。

## 概要
1996年にアメリカのミシガン州デトロイトで結成された。キッド・ロックの元マネージャーであったマイケル・ランドによってプロデュースされ、60回近くのコンサートをこなした後、ラーバ・レコードと契約した。
音楽活動の期間は3年と短いが、その間に2枚のアルバムをリリース。「Man with the Hex」がヒットし、映画『アメリカン・パイ』『スクービー・ドゥー』『ホーンテッドマンション』で使用されたほか、『ドーソンズ・クリーク』などのテレビ番組で使われている。
1999年に解散し、メンバーはそれぞれの活動に移行した。

## メンバー
- ジョン・バンクリー (John Bunkley) - ボーカル
- ジェームス・ボステック (James Bostek) - トランペット
- トニー・ブチリ (Tony Buccilli) - トロンボーン
- デューク・キンギンス (Duke Kingins) - ギター
- ショーン・スキャッグス (Shawn Scaggs) - ダブルベース
- エリック・シャボ (Eric Schabo) - テナー・サクソフォーン
- ジェフ・キンド (Geoff Kinde) - ドラム
- ランディ・スライ (Randy Sly) - ピアノ

## ディスコグラフィ

### スタジオ・アルバム
- Birth of the Swerve (1998年)
- Torch This Place (1999年)